# Canada Open 1972
Il Canada Open 1972 è stato un torneo di tennis giocato sulla terra verde. È stata la 82ª edizione del Canada Open, che fa parte del Commercial Union Assurance Grand Prix 1972 e del Women's International Grand Prix 1972. Il torneo si è giocato a Toronto in Canada, dal 14 al 20 agosto 1972.

## Campioni

### Singolare maschile
Ilie Năstase ha battuto in finale  Andrew Pattison con il punteggio di 6–4, 6–3.

### Singolare femminile
Evonne Goolagong ha battuto in finale  Virginia Wade con il punteggio di 6–3, 6–1.

### Doppio maschile
Ilie Năstase /  Ion Țiriac hanno battuto in finale  Jan Kodeš /  Jan Kukal con il punteggio di 7–6, 6–3.

### Doppio femminile
Margaret Smith Court /  Evonne Goolagong hanno battuto in finale  Brenda Kirk /  Pat Walkden-Pretorius con il punteggio di 3–6, 6–3, 7–5.